# エリカ・ジェニングス
エリカ・ジェニングス（Erica Quinn Jennings、1980年5月17日 - ）は、リトアニアのミュージシャン。
1980年、アイルランドのダブリンに生まれる。1985年から1992年までダブリンの小学校に通い、1992年から1994年までタンザニアのダル・エス・サラームにあるインターナショナル・スクールに通った。1994年から1995年までヴィリニュスの中等学校に通った。1995年から1997年までダブリンの学校に通い、1997年、ダブリンのギムナジウムを卒業した。
ベジタリアンとして知られる。夫は歌手のユルギス・ディジュリス。